# Futro (odzież)

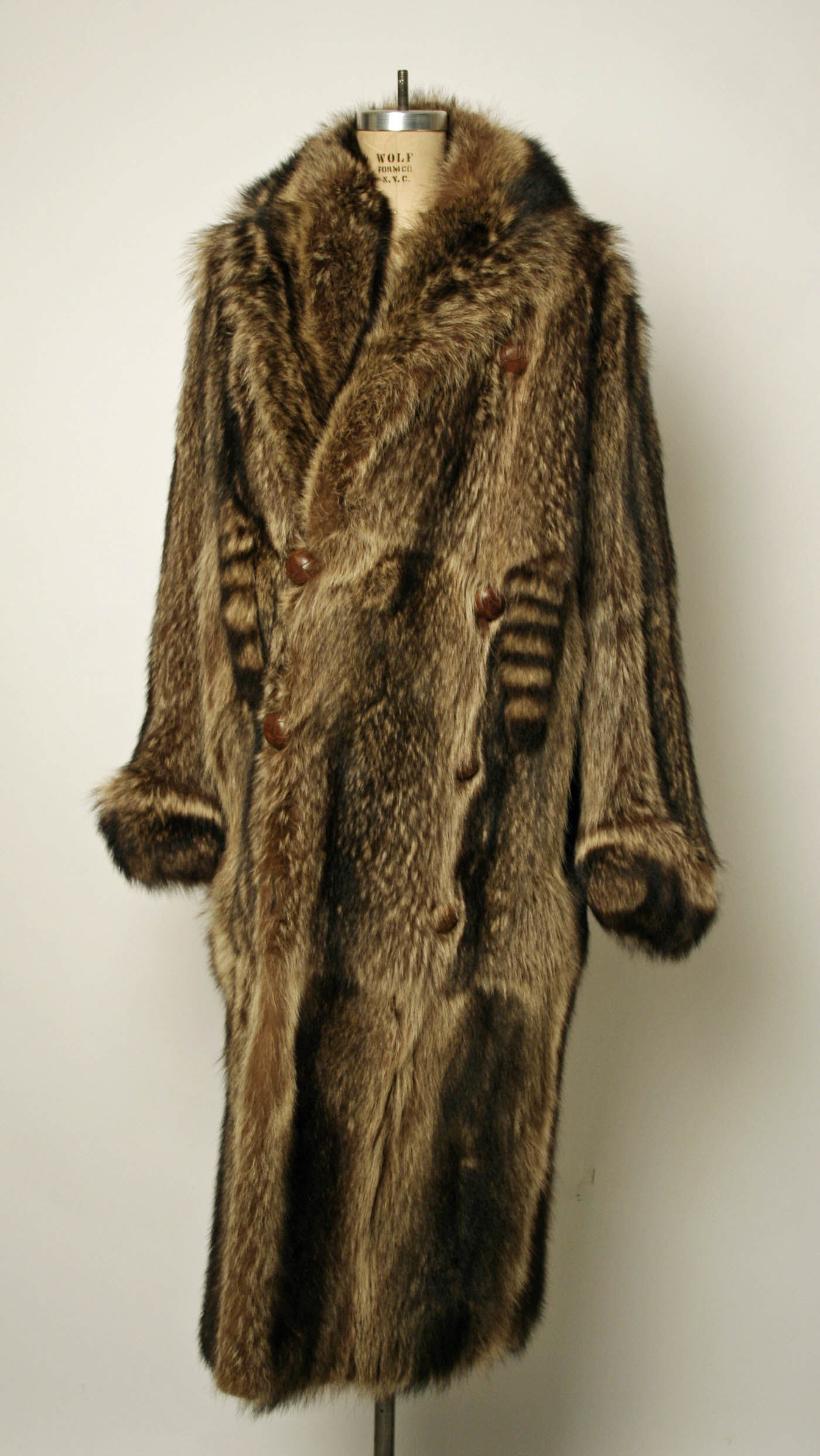
Futro z szopa, lata 30 XX w.

Futro (odzież futrzana) – odzież wykonana ze skór zwierząt futerkowych. Określenie „odzież futrzana” jest często używane w odniesieniu do płaszczy, chust, szalików lub innych elementów ubioru wykonanych z futr zwierząt.
Jedna z najstarszych form ubioru, szeroko stosowana odkąd człowiekowate po raz pierwszy rozprzestrzeniły się poza Afrykę. Zapewnia ciepło i zazwyczaj uważana jest za dobro luksusowe. Współcześnie ubiór ten wzbudza liczne etyczne kontrowersje związane z prawami zwierząt i obawą o stosowanie wobec nich okrucieństwa przy pozyskiwaniu surowca.

## Historia

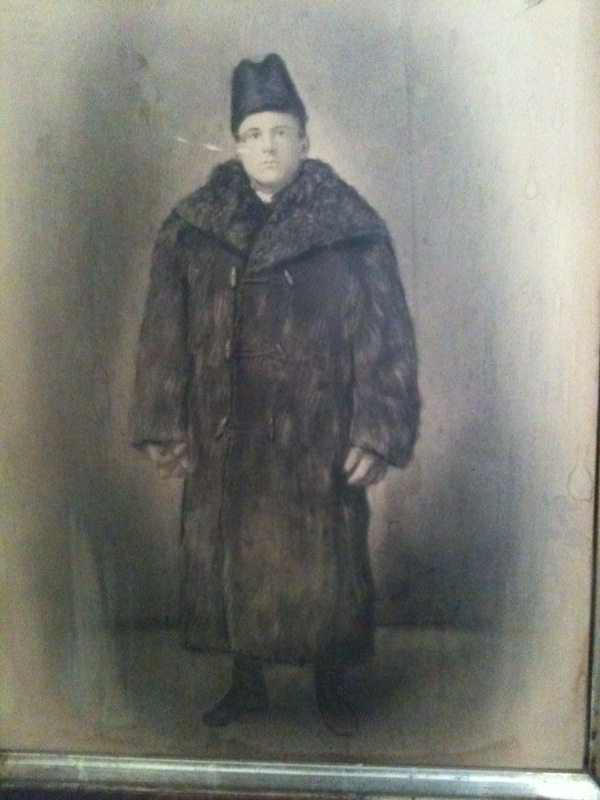
Mężczyzna w futrzanym płaszczu i kapeluszu, początek XX w.

Futro jest powszechnie uważane za jeden z pierwszych materiałów wykorzystywanych do produkcji odzieży i ozdób ciała. Dokładna data pierwszego użycia futra w odzieży jest przedmiotem dyskusji. Wiadomo, że kilka gatunków człowiekowatych, w tym Homo sapiens i Homo neandertalensis, wykorzystywało odzież z futra.
Futro jest nadal noszone w większości umiarkowanych i chłodnych klimatów na całym świecie ze względu na jego wyjątkowe ciepło i trwałość. Od czasów wczesnoeuropejskiego osadnictwa, aż do rozwoju nowoczesnych alternatyw odzieżowych, odzież futrzana była popularna w Kanadzie podczas mroźnych zim. Wynalezienie niedrogich syntetycznych tekstyliów do izolacji odzieży doprowadziło do porzucenia mody na odzież futrzaną.
Futro jest nadal używane przez ludność indiańską i społeczeństwa rozwinięte, ze względu na jego dostępność i doskonałe właściwości izolacyjne. Ludność Eskimosów z Arktyki polegała na futrach przy większości swojej odzieży, a także stanowi część tradycyjnej odzieży w Rosji, Ukrainie, Jugosławii, Skandynawii i Japonii.
Jest ono również niekiedy kojarzone z elegancją i rozrzutnością wydatków. Wielu konsumentów i projektantów — w szczególności brytyjski projektant mody i rzecznik praw zwierząt Stella McCartney — rezygnuje z futer z powodu przekonań moralnych i okrucieństwa wobec zwierząt.
Zwierzęce futra używane do produkcji części garderoby i wykończeń mogą być barwione na intensywne kolory lub we wzory, które często imitują egzotyczne skóry zwierząt: ewentualnie można je pozostawić w oryginalnym wzorze i kolorze. Futro może zostać ostrzyżone tak, aby przypominało w dotyku aksamit, tworząc tkaninę zwaną shearling.

## Pochodzenie
Powszechnie wykorzystywanymi zwierzętami do produkcji futer i futrzanych akcesoriów są lisy, króliki, jenoty, piżmaki, bobry, gronostaje, wydry, sobole, ssaki płetwonogie, koty, psy, kojoty, wilki szare, szynszyle, oposy i kitanki lisie. Niektóre z nich są cenione znacznie bardziej niż inne. Zwierzęta, które utrzymywane są głównie w celu produkcji surowca dla przemysłu futrzarskiego nazywane są zwierzętami futerkowymi. 

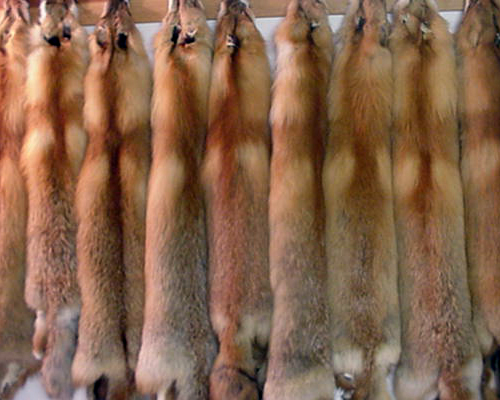
Futra rudych lisów

W polskim ustawodawstwie do zwierząt futerkowych zaliczane są:
- lis pospolity (Vulpes vulpes)
- lis polarny (Alopex lagopus)
- norka amerykańska (Neovison vison syn. Mustela vison)
- tchórz zwyczajny (Mustela putorius)
- jenot (Nyctereutes procyonoides)
- nutria (Myocastor coypus)
- szynszyla mała (Chinchilla lanigera)
- królik europejski (Oryctolagus cuniculus)

### Lisy
Ze względu na ich obfitość, lisy rude należą do najistotniejszych zwierząt futerkowych hodowanych w przemyśle futrzarskim. Ich skóry używane są do obszywania szalików, mufek, kurtek i płaszczy. Wykorzystywane są głównie do wykończenia zarówno płaszczy materiałowych, jak i odzieży futrzanej, włączając w to okrycia wieczorowe. Skóry lisów srebrnych są popularnym materiałem na peleryny, podczas gdy lisy cross są wykorzystywane głównie do produkcji szalików i bardzo rzadko do obszywania. Najcenniejszymi osobnikami w hodowli futer są odmiany srebrzyste, następnie odpowiednio odmiany cross i rude.

### Skórki ptasie
Nazwą futro określa się również ptasie skórki pokryte obfitym puchem (np. skórki pingwinów, gęsi i łabędzi), wykorzystywanych w celach estetycznych, bądź przy produkcji ubrań o dużych walorach cieplnych.

## Obróbka futra naturalnego

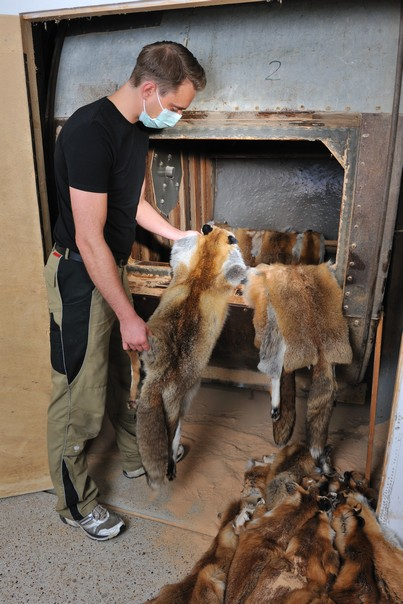
Obróbka skór lisów

Produkcja odzieży futrzanej wymaga uzyskania skór zwierzęcych na których pozostawiono sierść. Niektóre środki chemiczne stosowane w przetwórstwie futer w zależności od rodzaju futra i jego przeznaczenia mogą obejmować sól kuchenną, sole glinu, kwasy, węglan sodu, trociny, skrobię kukurydzianą, lanolinę, środki odtłuszczające oraz, rzadziej, wybielacze, barwniki i tonery (dla skór barwionych). Wykazano, że pracownicy narażeni na pył futrzarski powstały w trakcie obróbki futra mają obniżoną sprawność płuc proporcjonalnie do długości ich narażenia.

## Futro sztuczne
Futro sztuczne to każdy materiał syntetyczny mający na celu imitację wyglądu i odczuć prawdziwego futra. Pierwotnie weszło na rynek w 1929 roku i były wyprodukowane z użyciem włosów z alpaki. Jednakże nowoczesne sztuczne futra zostały opracowane dopiero w połowie lat 50., kiedy to wprowadzono poliakrylany jako zamienniki włosów alpaki.
W przeciwieństwie do prawdziwego futra, sztuczne futro jest tkaniną i z tego względu stosunkowo łatwo się je szyje. Nie wymaga przechowywania w chłodni, by uniknąć zepsucia i nie jest podatne na konsumpcję przez mole. Nie jest ono tak dobrze izolujące i nie pozwala skórze oddychać tak samo jak prawdziwe futro. Jest również mniej biodegradowalne; jest wykonane z różnych materiałów, w tym mieszanek polimerów akrylowych i modakrylowych pochodzących z węgla, powietrza, wody, ropy naftowej i skał wapiennych. Rozkład tych materiałów syntetycznych może trwać długo, prawdopodobnie nawet od 500 do 1000 lat.

## Certyfikacja
Certyfikacja futra to dodatkowa procedura weryfikacyjna mająca na celu potwierdzenie pochodzenia skór od zwierząt hodowlanych utrzymywanych we właściwych warunkach pochodzących z krajów, w których przestrzegane są prawa zwierząt. Potwierdza ona także wysoki poziom dobrostanu zwierząt, profesjonalnego przygotowania hodowców, zachowania reżimu dotyczącego ochrony środowiska czy profilaktyki weterynaryjnej.

### Saga Furs
Saga Furs to najbardziej rozpowszechniony na świecie i prestiżowy zarazem znak jakości skór futerkowych promowany przez organizację Saga Furs założoną w 1954 r. W komisji unifikacyjnej poza przedstawicielami fińskim oraz norweskim znajduje się także przedstawiciel polski. Komisja ta pracuje między innymi nad ujednoliceniem certyfikatów. Dzięki tym pracom polskie certyfikaty uznawane są przez Dom Aukcyjny w Helsinkach oraz zostały włączone w certyfikowane kolekcje skór. Saga Furs pracuje wyłącznie z europejskimi fermami przestrzegającymi prawa krajowe i międzynarodowe chroniącymi dobrobyt zwierząt.

### Znak OA™ (Origin Assured)
Znak OA™ (Origin Assured, „Pochodzenie Gwarantowane”) to symbol oraz akcja mająca na celu pokazanie konsumentowi kupującemu futro informacji o źródłach jego pochodzenia oraz drogi jaką futro pokonuje (ferma → dom aukcyjny → zakłady odzieżowe). Znak OA™ ma być zapewnieniem, że futro oznaczone tym symbolem pochodzi z kraju w których przestrzegane są prawa zwierząt oraz ferm na których prowadzone są legalne hodowle w których przestrzega się ochrony środowiska. Projekt powstał i jest promowany przez IFTF (International Fur Trade Federation) – Międzynarodowe Stowarzyszenie Futrzarskie, Domy Aukcyjne (NAFA, Kopenhagen Fur, Finnish Fur Sales oraz American Legend). Pierwszy raz znak ten został zaprezentowany na rynku futrzarskim w grudniu 2006 r. Od tego czasu międzynarodowe domy aukcyjne które są partnerami programu OA™ odpowiedzialne są za sortowanie oznaczonych futer, ich czytelną identyfikację oraz za dystrybucję samych oznaczeń.
Polska znajduje się na liście krajów produkujących futra na fermach hodowlanych, które później oznaczone mogą być znakiem Origin Aprroved

## Trwałość futer
Trwałość futra zależna jest od budowy histologicznej włosów, stopniem osadzenia oraz stosunkiem ilościowym włosów pokrywowych. Jako standard najwyższej jakości przyjmuje się futro z wydry morskiej.
| Trwałość futer poszczególnych gatunków zwierząt futerkowych | Trwałość futer poszczególnych gatunków zwierząt futerkowych | Trwałość futer poszczególnych gatunków zwierząt futerkowych |
| Rodzaj skóry                                                | Grupa trwałości                                             | Trwałość                                                    |
| ----------------------------------------------------------- | ----------------------------------------------------------- | ----------------------------------------------------------- |
| Wydra                                                       | I                                                           | 100                                                         |
| Bóbr                                                        | I                                                           | 85                                                          |
| Foka                                                        | I                                                           | 80                                                          |
| Rosomak                                                     | II                                                          | 75                                                          |
| Jenot                                                       | II                                                          | 75                                                          |
| Norka amerykańska                                           | II                                                          | 70                                                          |
| Szop                                                        | II                                                          | 65                                                          |
| Soból tajgowy                                               | II                                                          | 60                                                          |
| Tchórz                                                      | II                                                          | 60                                                          |
| Kuna leśna                                                  | II                                                          | 60                                                          |
| Karakuł                                                     | II                                                          | 60                                                          |
| Kuna domowa                                                 | II                                                          | 55                                                          |
| Skunks                                                      | II                                                          | 50                                                          |
| Piżmak                                                      | II                                                          | 50                                                          |
| Korsak                                                      | III                                                         | 43                                                          |
| Lis srebrzysty                                              | III                                                         | 40                                                          |
| Ryś                                                         | III                                                         | 40                                                          |
| Opos                                                        | III                                                         | 40                                                          |
| Szakal                                                      | III                                                         | 38                                                          |
| Lis niebieski                                               | III                                                         | 35                                                          |
| Wilk                                                        | III                                                         | 35                                                          |
| Nutria                                                      | III                                                         | 35                                                          |
| Kot                                                         | III                                                         | 30                                                          |
| Koza                                                        | III                                                         | 30                                                          |
| Gronostaj                                                   | IV                                                          | 25                                                          |
| Łasica                                                      | IV                                                          | 25                                                          |
| Wiewiórka                                                   | IV                                                          | 25                                                          |
| Królik                                                      | IV                                                          | 12                                                          |
| Kret                                                        | V                                                           | 5                                                           |
| Suseł                                                       | V                                                           | 5                                                           |
| Zając                                                       | V                                                           | 3                                                           |

## Przeciwnicy

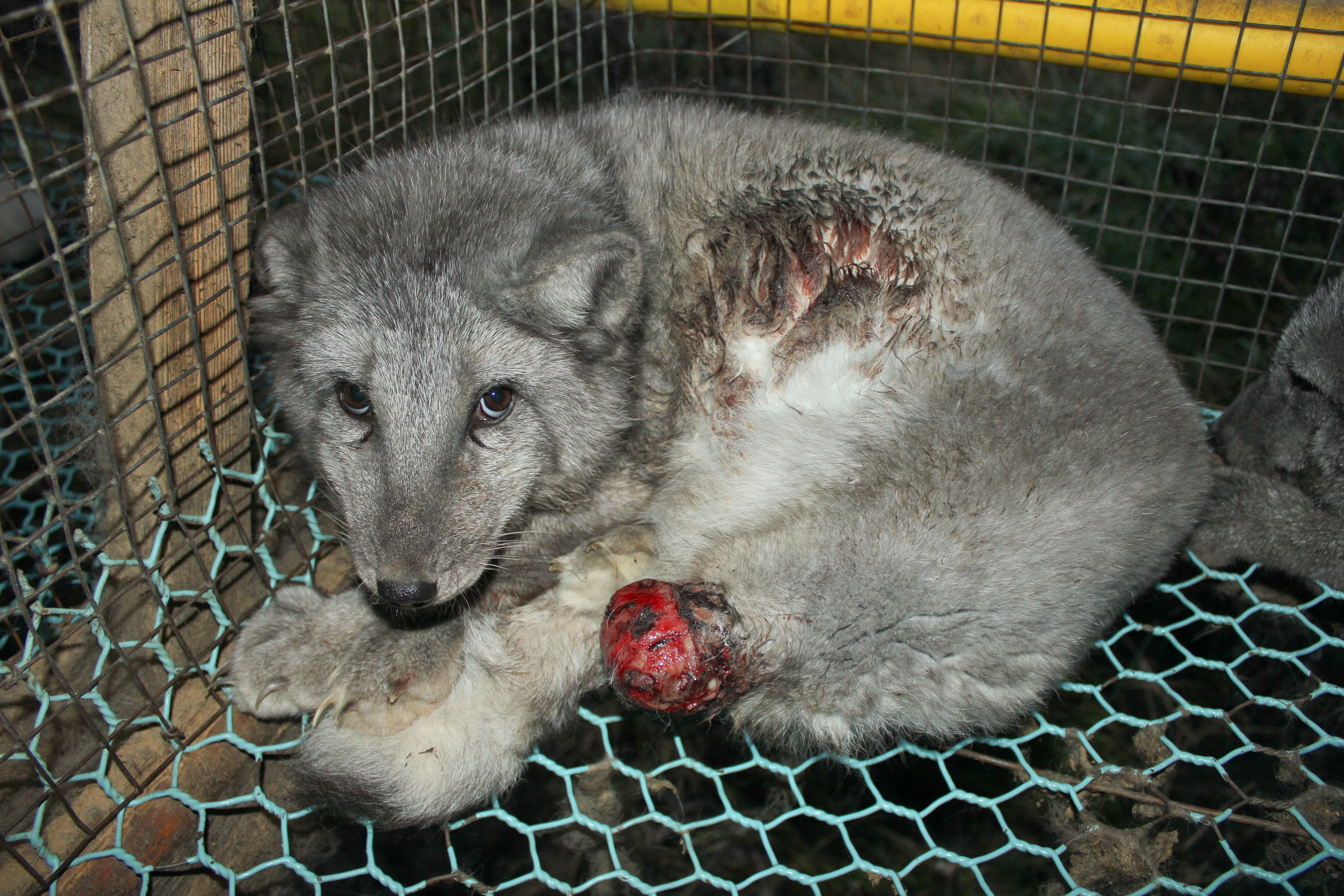
Lis w farmie futrzarskiej na Finlandii

Przeciwnicy futer uważają, że metody stosowane w gospodarstwach futrzarskich są ukierunkowane na maksymalizację zysków kosztem dobrostanu zwierząt futerkowych. Podobnie jak w przypadku innych rodzajów hodowli zwierząt, warunki bytowania zwierząt są zróżnicowane, a skrajne przypadki budzą wiele kontrowersji. Według PETA większość hodowców futrzarskich umieszcza zwierzęta w małych klatkach, uniemożliwiając im zrobienie więcej niż kilku kroków w tył i w przód. PETA twierdzi, że lisy i inne zwierzęta cierpią z powodu ograniczonego środowiska, a nawet mogą się wzajemnie kanibalizować jako reakcja na ich trzymanie w niewoli.

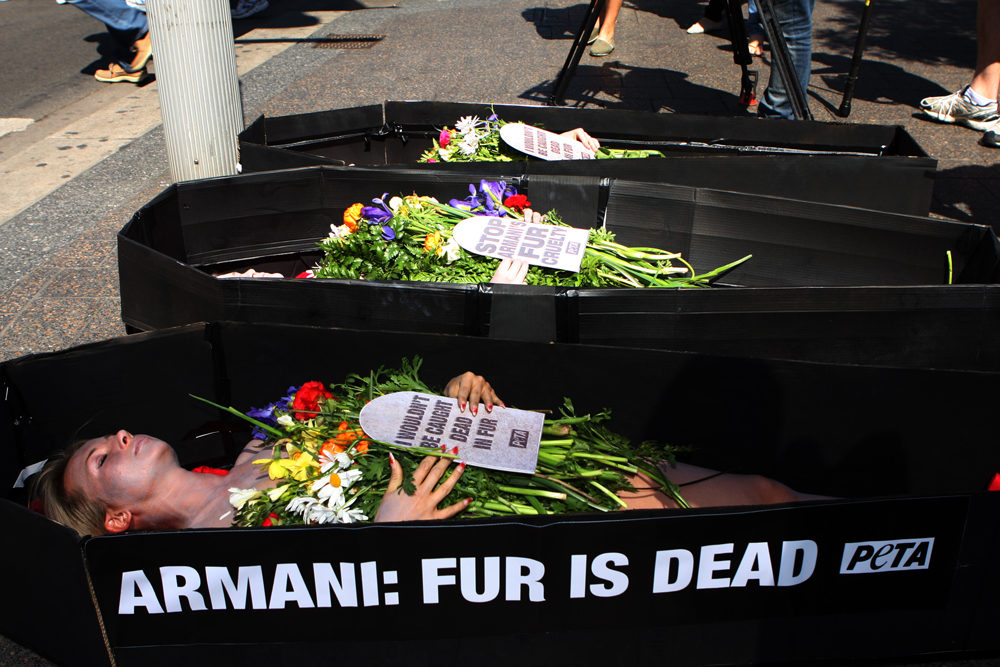
Kampania "Futro to śmierć" zorganizowana przez PETA.

Aktywiści praw zwierząt twierdzą iż fermy futrzarskie są przyczyną skażenia środowiska licznymi związkami takimi jak siarkowodór, amoniak, mocznik, fosfor czy azot, które nie są odpowiednio utylizowane(zobacz też Wpływ hodowli zwierząt futerkowych na środowisko naturalne).
Raport dotyczący sytuacji wielkopolskich ferm futrzarskich autorstwa Najwyższej Izby Kontroli z 2011 roku, wskazuje że „w 87% tych ferm nie przestrzegano wymagań ochrony środowiska, w 48% działalność hodowlana prowadzona była w obiektach nielegalnie wybudowanych lub użytkowanych, a w 35% niezgodnie z przepisami weterynaryjnymi.”

### Prawo
W niektórych krajach europejskich zakazano lub ściśle uregulowano hodowlę zwierząt futerkowych. Na świecie znane są protesty organizacji prozwierzęcych i proekologicznych, które przeciwstawiają się handlowi, jak i zabijaniu zwierząt dla futra. Jedną z najsłynniejszych kampanii jest „I’d Rather Go Naked Than Wear Fur” (w tłumaczeniu: Wolę chodzić nago niż nosić futro).
Konwencja CITES zakazuje importu futer lub skór gatunków zagrożonych wyginięciem (np. futro lamparta).
Szczegółowe warunki i metody uśmiercania zwierząt futerkowych w Polsce reguluje „Rozporządzenie Ministra Rolnictwa i Rozwoju Wsi z dnia 9 września 2004 r. w sprawie kwalifikacji osób uprawnionych do zawodowego uboju oraz warunków i metod uboju i uśmiercania zwierząt”.

### Kampanie antyfutrzarskie
Kampanie antyfutrzarskie organizowane są na całym świecie, m.in. przez takie organizacje jak: PETA, czy fundacja Viva!. Mają one na celu zaprzestanie zabijaniu zwierząt na futra. Wiele znanych osobistości, takich jak Pamela Anderson, Kim Basinger, Stella McCartney, Sharon Osbourne, Sophie Ellis-Bextor, Jarosław Kaczyński, Zbigniew Zamachowski, Marcin Daniec popierają antyfutrzarskie kampanie.

#### Projekt zakazu hodowli zwierząt futerkowych w Polsce

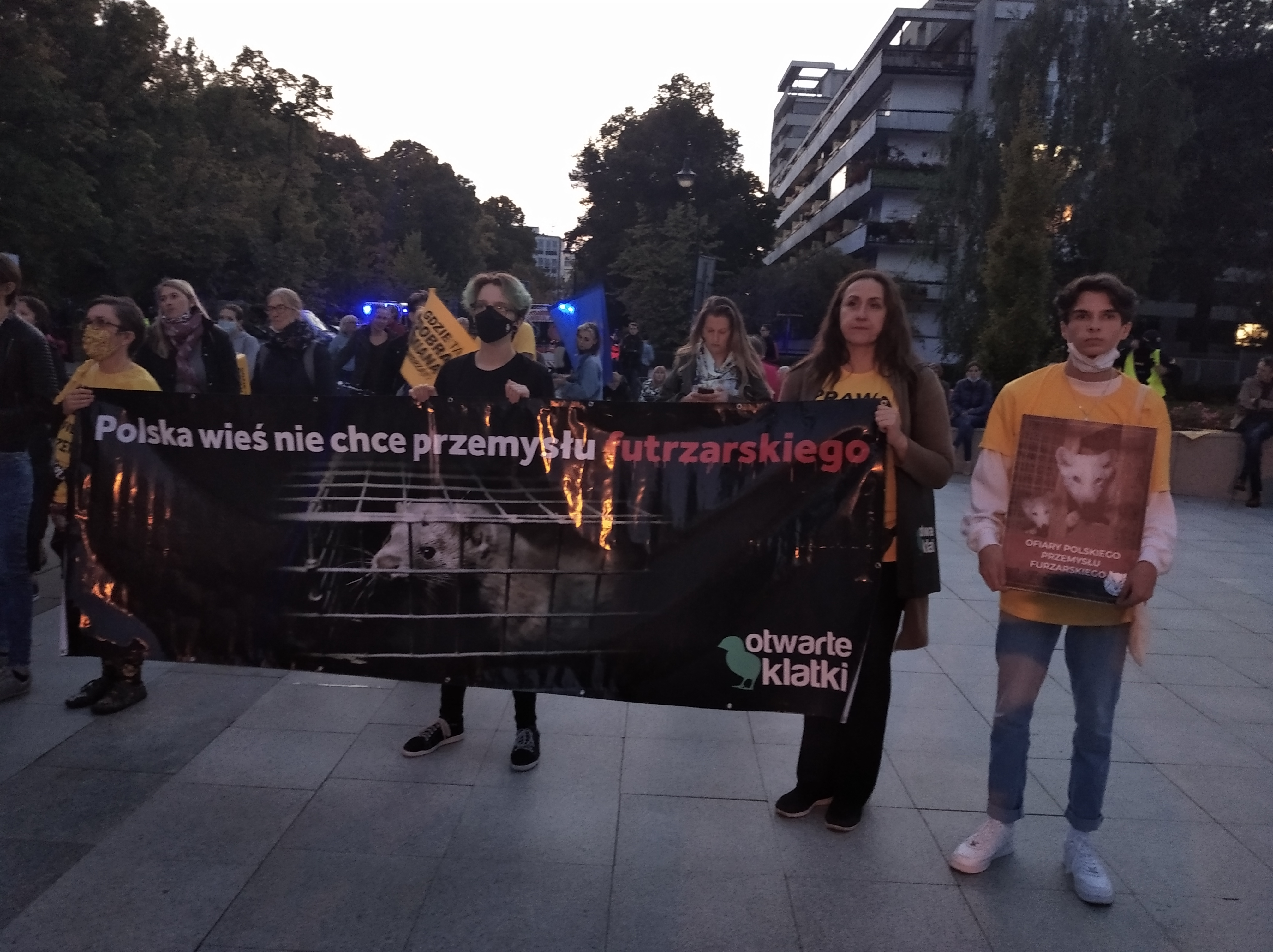
Transparent Otwartych Klatek niesiony w trakcie Wielkiego Marszu dla Zwierząt w Warszawie, 4 października 2021.

W 2011 roku Koalicja dla Zwierząt, porozumienie kilkudziesięciu organizacji pro-zwierzęcych, złożyła w Sejmie projekt nowej ustawy o ochronie zwierząt, w którym ujęty został również zakaz chowu zwierząt futerkowych na futra (z okresem karencji). Projekt został złożony jako tzw. inicjatywa ludowa po zebraniu 224 736 podpisów. W lutym 2012 roku protestem pod Krajowym Pokazem Skór Futerkowych, rozpoczęła działalność Koalicja na Rzecz Zakazu Hodowli Zwierząt Futerkowych w Polsce.
W lutym 2016 r. grupa posłów partii Nowoczesna złożyła poselski projekt ustawy, który miał m.in. zabronić hodowli zwierząt futerkowych. Wywołało to falę krytyki. Miesiąc później wycofano cały projekt ustawy.
Nowelizacja ustawy o ochronie zwierząt zwana potocznie "Piątką dla zwierząt" uchwalona przez Sejm 18 września 2020 r. zawierała zapisy o zakazie hodowli zwierząt na futra. Po zaniechaniu dalszego procedowania tej nowelizacji, Małgorzata Tracz z partii Zieloni, zapowiedziała złożenie w Sejmie do końca listopada 2021 r. nowego projektu zakazującego hodowli zwierząt na futra przewidującego dłuższe Vacatio legis oraz wypłacanie odszkodowań hodowcom.

#### Raport Najwyższej Izby Kontroli
Raport Najwyższej Izby Kontroli z 2011 roku, dotyczący działania 23 ferm zwierząt futerkowych w latach 2009–2010 na terenie województwa wielkopolskiego wskazuje na nierzetelność sprawowanego Nadzoru Weterynaryjnego. Według raportu w 87% sprawdzonych ferm nie przestrzegano wymagań dotyczących ochrony środowiska, natomiast w blisko połowie ferm działalność hodowlana była prowadzona w obiektach nielegalnie wybudowanych lub użytkowanych. Kolejny raport NIK z 2014 roku wykazał poprawę nad kontrolami ferm przemysłowych. W okresie 2011–2013 przeprowadzono przez Inspekcje Weterynaryjną kontrolę na prawie wszystkich legalnie działających fermach zwierząt futerkowych w Polsce.